# Uombats
Els uombats (Vombatidae) són marsupials australians. Són quadrúpedes musculats de potes curtes i fan aproximadament un metre de llargària, comptant una cua molt curta. El nom uombat prové de la comunitat aborigen d'Eora, els habitants originaris de l'àrea de Sydney. Viuen en zones boscoses, muntanyoses i brucs del sud-est d'Austràlia i Tasmània.
Tenen l'aparença d'un os petit i de potes molt curtes. Els uombats s'alimenten d'herbes i arrels, i caven amb les dents davanteres i les seves urpes. És un animal principalment nocturn; també poden buscar aliment en dies frescs. No se solen deixar veure, però deixen rastre visible per on passen —per exemple, els seus característics excrements cúbics, que fan servir per marcar el territori i atraure parelles potencials. La forma cúbica de la femta serveix per a prevenir-ne el rodolament. Els uombats tenen un metabolisme molt lent (triguen vora els 14 dies a fer la digestió) i no acostumen a moure's amb agilitat.